# Distretto di Vetka
Il distretto di Vetka (in bielorusso Веткаўскі раён?) è un distretto (raën) della Bielorussia appartenente alla regione di Homel'.